# Hodr

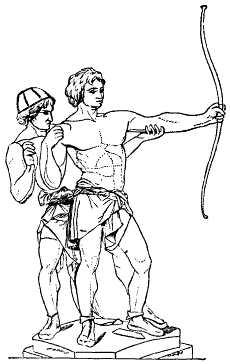
Loki laat de blinde Höðr zijn broer Baldr doodschieten met een pijl van maretak.

Hodr was in de Noordse mythologie een zoon van Odin.
De naam Hodr is Oudnoords en betekent "strijder, vechter". De uitspraak is ongeveer [hɔðr] of [hœðr].  De moderne IJslandse vorm is Höður, gemoderniseerde vormen zijn bijvoorbeeld Hod of Höd.
Volgens de Gylfaginning en het Skaldskaparmál was hij blind. Hij was de broer van Baldr. Door een list van Loki vermoordde de blinde Höðr zijn broer Baldr door hem, zogezegd onkwetsbaar zijnde, te beschieten met een pijl gemaakt van de maretak. De maretak was op dat moment het enige wezen dat Baldr kon schaden. Dat was Baldrs Achilleshiel. Baldr werd overigens gewroken door zijn halfbroer Vali, een zoon van Odin en Rind.
Na de Ragnarok zouden Baldr en Höðr broederlijk herrijzen in een nieuwe wereld.
De Deense schrijver Saxo Grammaticus (ca. 1150 - 1220) noemt Hodr Hötherus (in de Gesta Danorum). Diegene die de rol van Vali speelt en Baldr wreekt, heet hier Bous en is een zoon van Óðinn en Rinda.
Volgens Georges Dumézil zijn er overeenkomsten met Indiase mythes. Volgens hem gaat het hier om een oud Indo-Europees motief.